# Gilberto Benetton
Gilberto Benetton (Treviso, 19 giugno 1941 – Treviso, 22 ottobre 2018) è stato un imprenditore italiano.
Considerato l'"anima finanziaria" dei Benetton, a lui si deve la creazione dell'impero finanziario di famiglia. Secondo la classifica di Forbes del 2018, con un patrimonio di 2,7 miliardi di dollari era il 12° uomo più ricco d'Italia e il 652º del mondo.

## Biografia
Terzogenito dei quattro figli di Leone Benetton e Rosa Carniato, pur avendo abbandonato la scuola a quattordici anni a causa delle ristrettezze economiche, è il fratello che ha studiato più a lungo. «Nato con il portafoglio in mano», come diceva lui stesso, lavorò inizialmente alla Confartigianato, per poi dedicarsi completamente alla contabilità familiare.
Rispetto a Luciano, volto dell'azienda, Gilberto era più appartato, ma ha svolto un ruolo decisivo nell'investire i profitti accumulati da United Colors of Benetton nel periodo d'oro dei maglioncini, diversificando le attività del gruppo. Ha voluto essere sempre affiancato da manager esterni, infatti dichiarò: «Mi danno del finanziere. Ma io non sono un esperto di finanza, anche se fin da ragazzo i miei fratelli mi hanno incaricato di gestire i risparmi».
Nel 1999 acquisisce la società Autostrade per l'Italia, nel 2001 è a fianco di Marco Tronchetti Provera nella scalata a Telecom Italia, nel 2007 rileva Aeroporti di Roma. Con la sola eccezione di Telecom («l'investimento peggiore», come ebbe a definirlo), tutti grandi affari che lo hanno portato a tenere stretti rapporti con i salotti della finanza (come Mediobanca) e con il potere politico, ad effettuare partecipazioni importanti (come nelle Generali) e acquisizioni all'estero.
È stato vicepresidente di Edizione Srl, la holding finanziaria della famiglia Benetton, di Autogrill, è stato consigliere del Gruppo Benetton, di Autostrade, Atlantia, Mediobanca, Pirelli & C. e Allianz.
Dal 2012 ha fatto parte dell'Italia Basket Hall of Fame in qualità di benemerito, in virtù della sua esperienza nel mondo cestistico con la Benetton Pallacanestro Treviso.
È morto il 22 ottobre 2018 all'età di 77 anni, a causa di una grave forma di leucemia di cui era malato da tempo. Solo nel luglio precedente era morto suo fratello minore Carlo e, in agosto, si era consumata la tragedia del crollo del viadotto Polcevera a Genova. È stato lui a cercare di spiegare il silenzio della famiglia dopo il disastro genovese con un'intervista al Corriere della Sera.

### Vita privata
Dal matrimonio con Maria Laura Pasquotti, detta Lalla, sono nate due figlie, Barbara (1969) e Sabrina (1973). 
Quest'ultima è laureata in comunicazione ed ha conseguito un master in legge e diplomazia all'estero; è sposata con Ermanno Boffa, noto commercialista di Treviso.

## Premi e riconoscimenti
Totila d'oro - Benemerenza civica conferita dalla città di Treviso nel 2007.